# Formica obscuriventris
Formica obscuriventris (лат.) — вид муравьёв из группы рыжих лесных муравьёв Formica rufa group (Formica s. str., Formicinae). Неарктика.

## Распространение
Северная Америка: Канада, США.

## Описание
Длина около 1 см. От близких видов отличаются многочисленными отстоящими и полуотстоящими волосками на спинной поверхности груди, включая мезонотум и проподеум. Окраска рабочих муравьёв двухцветная, голова и грудка рыжеватые, брюшко чёрное. Усики 12-члениковые. Нижнечелюстные щупики 6-члениковые, нижнегубные щупики состоят из 4 сегментов. Лобный треугольник блестящий. Стебелёк между грудкой и брюшком состоит из одного членика (петиолюс) с вертикальной чешуйкой. На средних и задних ногах по одной простой шпоре. Жало отсутствует.

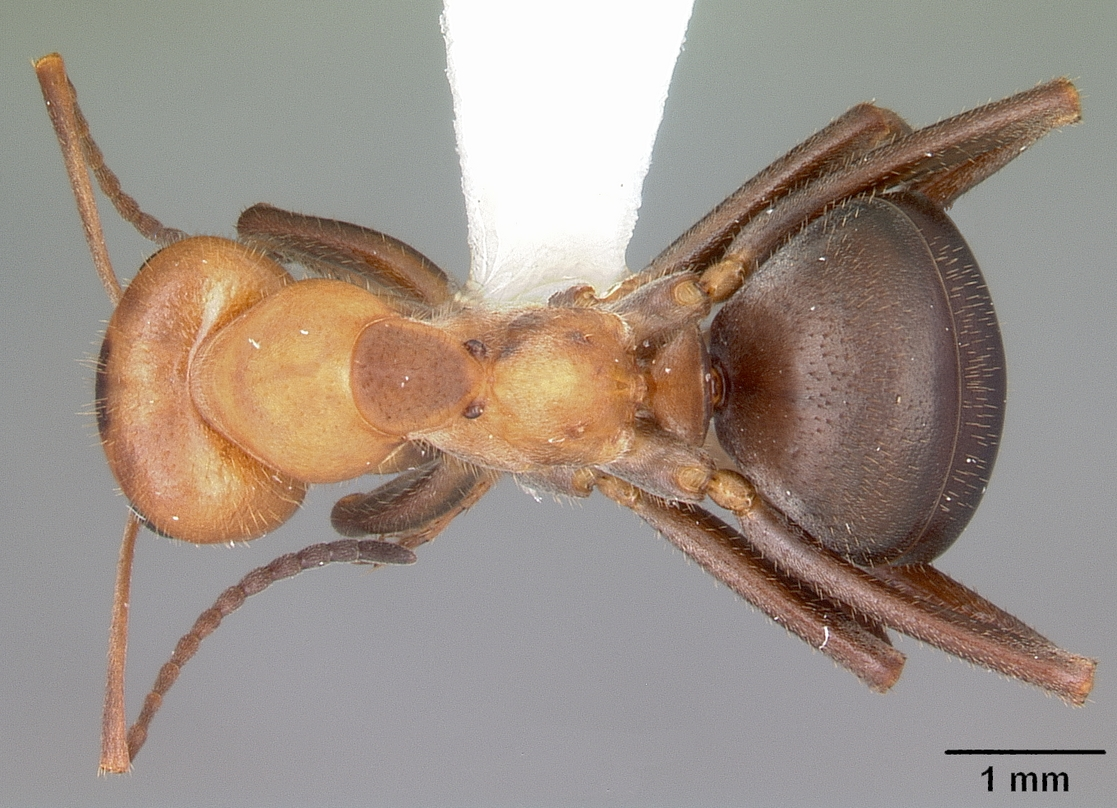
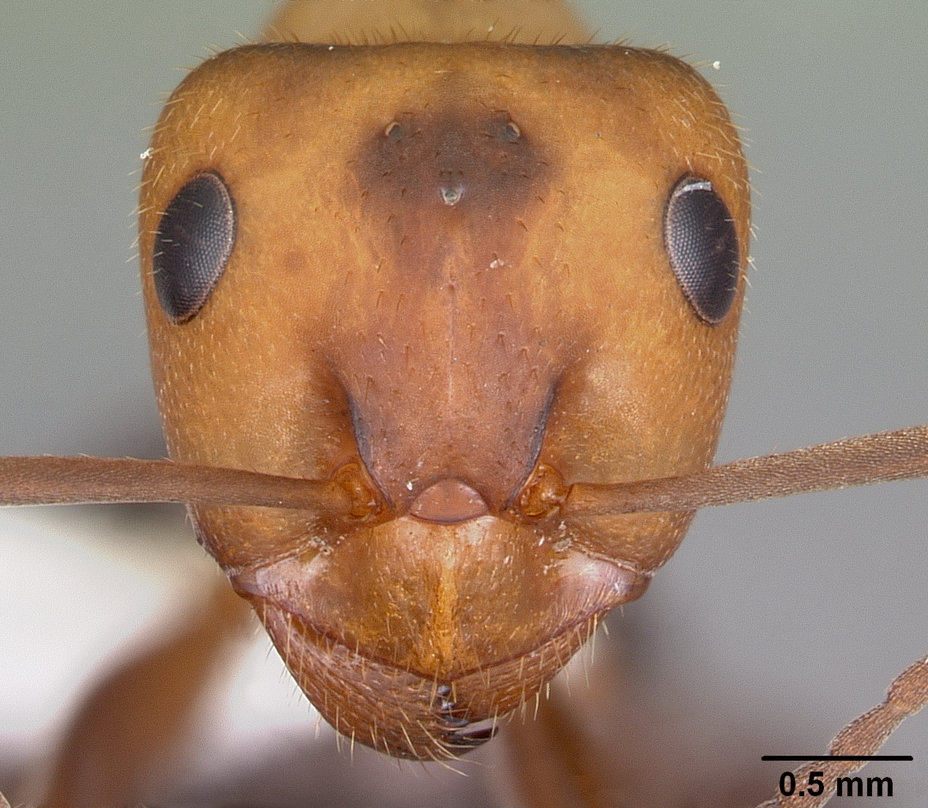